# Ulica Saska w Krakowie
Ulica Saska – ulica w Krakowie, położona w całości w administracyjnej dzielnicy XIII Podgórze.

## Przebieg
Ulica Saska przebiega przez teren Płaszowa, wchodzącego w skład krakowskiej Dzielnicy XIII Podgórze na całej swojej długości.
Ulica rozpoczyna swój bieg na skrzyżowaniu z ulicą Nowohucką i ulicą Stoczniowców. Następnie biegnie na południe, gdzie następnie krzyżuje się m.in. z ulicą Płaszowską, Lipską, aż kończy swój bieg na rondzie, bez nadanej oficjalnej nazwy, przez które biegną ulica Gromadzka i ulica Żołnierska.
Wraz z ulicą Ofiar Dąbia i Stoczniowców tworzą ciąg komunikacyjny, o długości około 2,7 km.

## Infrastruktura
Ulicę Saską tworzy czteropasmowa droga. Od skrzyżowania z ulicą Lipską do końca ulicy, pomiędzy pasami ruchu przebiega torowisko tramwajowe Krakowskiego Szybkiego Tramwaju. Na ulicy znajdują się 3 przystanki autobusowe i tramwajowe pod nazwami: „Lipska”, „Saska” oraz „Stoczniowców” należące do MPK Kraków. W pobliżu owej drogi znajduje się m.in. Zbiornik wodny Bagry oraz pawilony handlowo-usługowe wypełniające w znacznej części otoczenie ulicy.

## Galeria

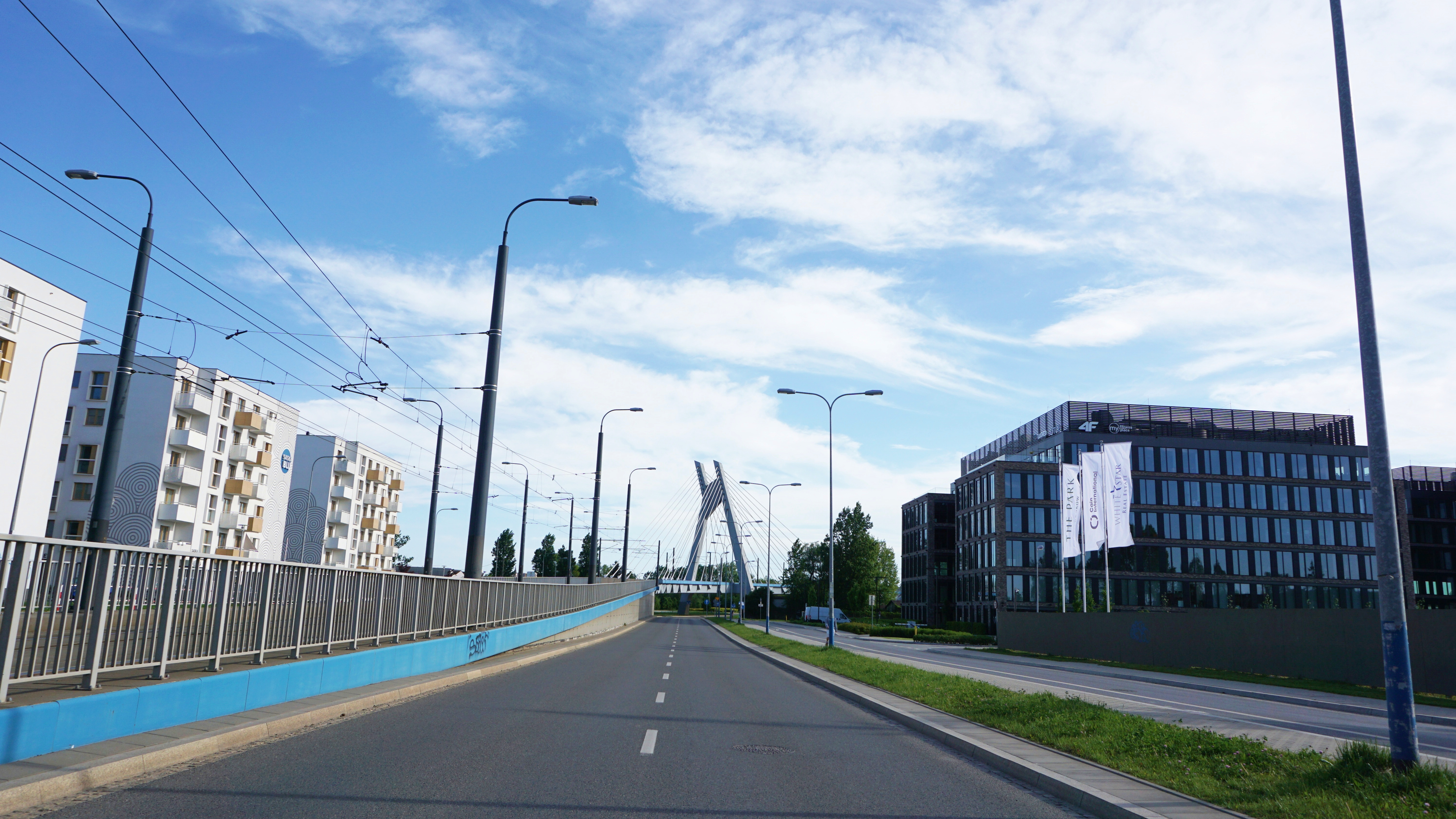
Widok na południe, od skrzyżowania z ulicą Lipską i ul. płk. Kuklińskiego.